# ۱۲۸۷ (میلادی)
۱۲۸۷ (میلادی) هزار و دویست و هشتاد و هفتمین سال تقویم میلادی است.

## درگذشتگان
‎